# شاخ‌چنگی بانگوئولو
شاخ‌چنگی بانگوئولو (به انگلیسی: Bangweulu tsessebe) از شاخ‌درازانی است که در دشت‌های بانگوئولو در شمال شرقی زامبیا زندگی می‌کند.